# Man gjorde et barn fortræd
Man gjorde et barn fortræd er Tove Ditlevsens første roman fra 1941.
Romanen er en psykologisk skildring, hvori Tove Ditlevsen forsøger at forklare, hvordan voksnes angst kan udspringe af traumatiske oplevelser i barndommen.
Bogen koncentrerer sig om eksistentielle spørgsmål og de klasseskel, der herskede omkring udgivelsen.

## Handling
Romanen handler om den unge Kirsten, der er vokset op på Nørrebro hos sine forældre. Hun er forsigtig og tilbageholdende, hvorimod hendes eneste og ikke særligt trofaste veninde, den lidt ældre Nina, er fri og løssluppen. Kirsten arbejder på kontoret på et trykkeri.
Hun har i barndommen været udsat for et seksuelt overgreb, og med denne oplevelse liggende bagest i sindet har hun svært ved at fungere som menneske. Hun prøver romanen igennem at gøre sig fri af denne angst for det ukendte, der ustandselig huserer i hendes bevidsthed.
Romanen slutter med, at Kirsten finder ud af, hvem der har forgrebet sig på hende og får gjort op med ham.

## Sprog
Tove Ditlevsen skriver et ikke specielt lettilgængeligt sprog. Sætningsopbygningen er til tider meget kompleks.[kilde mangler]
| Bog | Spire Denne artikel om bøger og tidsskrifter er en spire som bør udbygges. Du er velkommen til at hjælpe Wikipedia ved at udvide den. |